# سيد الخواتم: حرب الروهيريم
سيد الخواتم: حرب الروهيريم (بالإنجليزية: The Lord of the Rings: The War of the Rohirrim)‏ هو فيلم أنمي فنتازيا مبني على رواية سيد الخواتم للكاتب جون رونالد تولكين. من المقرر عرض الفيلم في 12 أبريل 2024.

## وصلات خارجية
- سيد الخواتم: حرب الروهيريم على موقع IMDb (الإنجليزية)
- سيد الخواتم: حرب الروهيريم على موقع ميتاكريتيك (الإنجليزية)
- سيد الخواتم: حرب الروهيريم على موقع روتن توميتوز (الإنجليزية)
- سيد الخواتم: حرب الروهيريم على موقع ألو سيني (الفرنسية)
- سيد الخواتم: حرب الروهيريم على موقع فيلمافينيتي (الإسبانية)
- سيد الخواتم: حرب الروهيريم على موقع قاعدة بيانات الأفلام السويدية (السويدية)
- سيد الخواتم: حرب الروهيريم على موقع قاعدة بيانات الفيلم (الإنجليزية)
- سيد الخواتم: حرب الروهيريم على موقع ليتربوكسد (الإنجليزية)
- سيد الخواتم: حرب الروهيريم على موقع كينوبويسك (الروسية)
- سيد الخواتم: حرب الروهيريم على موقع ANN anime (الإنجليزية)